# Прогресс (деревня, Малоархангельский район)
Прогре́сс — деревня в Малоархангельском районе Орловской области России. Входит в состав Подгородненского сельского поселения.

## География
Деревня находится на расстоянии 3 км к югу от города Малоархангельск, административного центра района, и 75 км к юго-востоку от города Орёл, административного центра области.

### Часовой пояс
Деревня Прогресс, как и вся Орловская область, находится в часовой зоне МСК (московское время). Смещение применяемого времени относительно UTC составляет +3:00.

## Население
| 2002 | 2010 |
| ---- | ---- |
| 16   | ↗17  |

### Национальный состав
Согласно результатам переписи 2002 года, в национальной структуре населения русские составляли 100 % из 16 чел.